# La Fayette (Alabama)
La Fayette es una ciudad situada en el condado de Chambers, Alabama, Estados Unidos. Tiene una población estimada, a mediados de 2022, de 2632 habitantes.
Es la sede del condado.

## Demografía
Según el censo de 2020, en ese momento la localidad tenía una población de 2684 habitantes.
| Raza                   | Núm. | Porc.   |
| ---------------------- | ---- | ------- |
| Afroamericanos         | 1866 | 69.52%  |
| Blancos                | 726  | 27.05%  |
| Amerindios             | 9    | 0.34%   |
| Asiáticos              | 6    | 0.22%   |
| De otras razas         | 11   | 0.41%   |
| De una mezcla de razas | 66   | 2.46%   |
| Total                  | 2684 | 100.00% |

Del total de la población, el 2.79% eran hispanos o latinos de cualquier raza.

### Censo de 2000
Según el censo de 2000, en ese momento los ingresos medios de los hogares de la localidad eran de $22,768 y los ingreso medios de las familias eran de $29,167. Los ingresos per cápita eran de $11,845. Los hombres tenían ingresos medios por $26,081 frente a los $20,859 que percibían las mujeres.

## Geografía
La localidad está ubicada en las coordenadas 32°53′58″N 85°24′03″O / 32.89944, -85.40083 (32.899427, -85.400795).
Según la Oficina del Censo de los EE. UU., tiene una superficie total de 23.01 km².